# Сага о Хальвдане Чёрном
«Са́га о Ха́львдане Чёрном» (др.-исл. Saga Hálfdanar svarta) — вторая по счету сага в своде саг под названием «Круг Земной», написанном Снорри Стурлусоном. Расположена между «Сагой об Инглингах» и «Сагой о Харальде Прекрасноволосом». Сага состоит из 9 глав и посвящена конунгу Хальвдану Черному — отцу Харальда Прекрасноволосого. События происходят в южной Норвегии. На русский язык сагу перевел М. И. Стеблин-Каменский.

## Содержание
Хальвдан вырос в Агдире, куда его забрала мать после убийства своего мужа (= отца Хальвдана) конунга Гудрёда Охотника. У него были черные волосы, и он получил прозвище «Черный». Повзрослев, Хальвдан подчинил себе одну за другой многие земли — Вингульмёрк, Раумарики, Тотн, Ланд, Хадаланд, Согн и др. и стал могущественным конунгом. Хальвдан женился сначала на Рагнхильд, дочери Харальда Золотая Борода, а потом после её смерти — на Рагнхильд, дочери Сигурда Оленя. От последнего брака у него родился сын — Харальд, прозванный впоследствии «Прекрасноволосый». В саге говорится, что конунг Хальвдан был человеком умным и справедливым. Он «вводил законы, соблюдал их сам и заставлял других соблюдать их» (гл. VII). Он погиб, переправляясь зимой через залив Рюкингсвик — лед под его повозкой проломился, и Хальвдан утонул. Снорри заканчивает сагу сообщением, что люди настолько любили Хальвдана, что разделили его тело на четыре части, и каждую часть погребли в курганах в своих провинциях.

## Публикации на русском языке
- Снорри Стурлусон. Круг Земной. — М.: Наука, 1980.